# Takashi Furuya
Takashi Furuya (jap. 古屋 隆, Furuya Takashi; * 13. Februar 1936 in der Präfektur Tokio) ist ein japanischer Jazzmusiker (Alt- und Tenorsaxophon, auch Flöte, Gesang).

## Leben und Wirken
Takashi Furuya spielte zunächst Violine und Klarinette, bevor er als Jugendlicher zum Saxophon wechselte. Er trat in den 1950er-Jahren in den Clubs der amerikanischen Militärbasen auf und leitete ab 1959 eigene Formationen wie Takashi Furuya and the Freshmen, The Concord, Reunion, The Neighborhood Big Band und Neo Sax Band. Erste Aufnahmen entstanden 1959 mit den Modern Jazz All Stars (Album Modern Jazz Composer's Corner). Ferner begleitete er in Japan gastierende amerikanische Musiker wie Dizzy Gillespie, Mal Waldron, Ella Fitzgerald und Phil Woods bei Tourneen. Er legte ab den frühen 1960er Jahren mehrere Alben unter eigenem Namen vor. Zudem arbeitete er im Laufe seiner Karriere mit Masabumi Kikuchi/Gil Evans, Naosuke Miyamoto (Step 1973), Takeshi Inomata, Makoto Ozone, Fumio Karashima, Kiyoshi Kitagawa und Rikiya Higashihara. Im Bereich des Jazz listet ihn Tom Lord zwischen 1959 und 1986 bei 12 Aufnahmesessions.
Furuya war als Musikpädagoge im NHK Cultural Center tätig und leitete eine Schule für Jazzgesang. Er betätigte sich Mitte der 1960er Jahre auch als Filmkomponist.

## Diskographische Hinweise
- Takashi Furuya with The Freshmen: Fanky Drivin’ (Teichiku 1961), mit Kaoru Inami, Yoshiaki Otuka, Hirokazu Okumura, Tom Naohara
- Takashi Furuya with the Yoshiaki Otsuka Trio + 1: Solitude (Thre Blind Mice, 1975), mit Yoshiaki Ohtsuka, Kazuhiko Takeda, Tadao Kaneko, Mamoru Hamazaki
- Body and Soul (Union, 1983), mit Fumio Karashima, Ikuo Sakurai, Motohiko Hino
- Touch of Your Lips (1985), mit Sadayasu Fujii, Zensho Ohtsuka, Yutaka Terai, Ikuo Sakurai,  Motohiko Hino
- Here I Am (1986), u. a. mit Fumio Karashima

## Lexikalischer Eintrag
- Kazunori Sugiyama, Furuya, Takashi. In: Barry Kernfeld (Hrsg.) The New Grove Dictionary of Jazz. Oxford 2002.